# Островной (Амурская область)
Островной — упразднённый посёлок в Зейском районе Амурской области России. Исключен из учётных данных в 1974 году.

## География
Посёлок располагался на реке Островная (приток реки Большая Тында), на расстоянии примерно 56 километров (по прямой) к северо-западу поселка Золотая Гора.

## История
Возник при одноимённом прииске.
Решением Амурского исполкома от 7 июня 1974 года № 253, посёлок Островной исключен из учётных данных как несуществующий.